# Lemuriatyphlops microcephalus
Espèce
Synonymes
- Typhlops microcephalus Werner, 1909
- Madatyphlops microcephalus (Werner, 1909)

Statut de conservation UICN

 DD  : Données insuffisantes
Lemuriatyphlops microcephalus est une espèce de serpents de la famille des Typhlopidae. 

## Répartition
Cette espèce est endémique de la Montagne d'Ambre dans le Nord de Madagascar.

## Description
L'holotype de Lemuriatyphlops microcephalus mesure 235 mm.

## Publication originale
- Werner, 1909 : Beschreibung neuer Reptilien aus dem Kgl. Naturalienkabinett in Stuttgart. Jahreshefte des Vereins für vaterländische Naturkunde in Württemberg, vol. 65, p. 55-63 (texte intégral).